# أتينولف أمير بينيفينتو
كان أتينولف الابن الثالث لباندولف من بينيفينتو. في 1040، كانت بينيفنتو أولى الإمارات اللومباردية المستقلة في جنوب إيطاليا. لذلك عندما تمرد أردوين اللومبادري من ملفي ومرتزقته النورمان ضد السلطة البيزنطية، اختاروا نجل لاندولف زعيمًا لهم ودعوه «أمير بينيفنتو».